# 48 Кассіопеї
48 Кассіопеї — потрійна зоряна система у північному сузір'ї Кассіопея. Вона має загальну видиму зоряну величину 4,49, а отже, її видно неозброєним оком. Її річний зоряний паралакс становить 28,36 ± 0,44 кутових мілісекунд — це означає, що відстань до неї становить приблизно 115 світлових років. Система наближається до Сонця з геліоцентричною променевою швидкістю −12,4 км/с.
Первинний компонент системи, який має позначення 48 Кассіопеї А, є білою зорею головної послідовності  спектрального класу А із зоряною класифікацією A2 V і видимою зоряною величиною +4,65. Її компаньйон, компонент 48 Кассіопеї B, є зорею головної послідовності спектрального класу F класифікації F2 V і видимою зоряною величиною +6,74. Компоненти обертаються навколо спільного центру з орбітальним періодом 61,1 року, велика піввісь становить 0,614 а. о., а ексцентриситет орбіти — 0,355. Третя зоря системи, компонент 48 Кассіопеї C, — зоря із зоряною величиною 13,20, розташована на кутовій відстані 23,16 кутових секунд (станом на 2014 рік). Це означає, що мінімальна відстань від перших двох компонентів становить 816,5 а. о.
48 Кассіопеї також має позначення Баєра A Кассіопеї — це єдина зоря з латинським літерним позначенням у сузір'ї.